# Hudsonelpidia
Hudsonelpidia es un género extinto de un pequeño ictiosaurio parvipelviano hallado en la Columbia Británica en Canadá.

## Descripción
Hudsonelpidia es conocido solo por el holotipo, un esqueleto casi completo que preseva el cráneo. Fue recuperado en la localidad de Jewitt Spur en la formación Pardonet, que data de mediados del Noriense en el Triásico Superior, hace cerca de 210 millones de años. Fue encontrado en la costa norte de Peace Reach, un brazo del lago Williston. Hudsonelpidia tiene una posición muy estable en muchos análisis cladísticos. La familia Hudsonelpidiidae fue nombrada por McGowan y Motani en 2003 para incluir a este género.

## Etimología
Hudsonelpidia fue nombrado por Chris McGowan en 1995 y la especie tipo es Hudsonelpidia brevirostris.